# All or Nothing (album de Milli Vanilli)
Pour les articles homonymes, voir All or Nothing.
Albums de Milli Vanilli
Girl You Know It's True
(1989)
Singles
1. Girl You Know It's True
Sortie : 1988
2. Baby Don't Forget My Number
Sortie : 1988
3. Girl I'm Gonna Miss You
Sortie : 1988
4. All or Nothing
Sortie : 1989

All or Nothing est le premier album du duo pop Milli Vanilli. Il est sorti en Europe sur le label Hansa Records en novembre 1988.
L'année suivante, il est édité aux États-Unis sous le titre Girl You Know It's True avec un contenu légèrement différent (certains titres sont remplacés, d'autres sont remixés).
À partir de 1990, un autocollant portant les noms des véritables chanteurs est apposé sur la pochette. En effet, les deux membres du duo, Rob Pilatus et Fab Morvan, ne sont pas ceux qui chantent sur l'album. Cette supercherie, orchestrée par le producteur Frank Farian, éclate au grand jour à la suite d'un accident de playback lors d'un concert en décembre 1989.

## Titres
| No  | Titre                                                   | Auteur                                                                | Durée |
| --- | ------------------------------------------------------- | --------------------------------------------------------------------- | ----- |
| 1.  | Can't You Feel My Love                                  | Toby Gad, Jens Gad                                                    | 3:32  |
| 2.  | Boy in the Tree                                         | Toby Gad, Jens Gad                                                    | 3:10  |
| 3.  | Money                                                   | Frank Farian, Michael Newman, Kerim Saka                              | 4:09  |
| 4.  | Dance with a Devil                                      | Frank Farian, P. G. Wilder, Michael Newman, Jayne Collins             | 3:12  |
| 5.  | I'm Gonna Miss You                                      | Frank Farian, Dietmar Kawohl, Phil Bishop                             | 3:59  |
| 6.  | All or Nothing                                          | Frank Farian, P. G. Wilder, Brad Nail                                 | 3:19  |
| 7.  | Baby Don't Forget My Number                             | Frank Farian, Brad Nail                                               | 4:09  |
| 8.  | Dreams to Remember                                      | Frank Farian, Dietmar Kawohl, Mary Applegate                          | 3:56  |
| 9.  | Is It Love                                              | Toby Gad, Jens Gad                                                    | 3:22  |
| 10. | Ma Baker                                                | Frank Farian, Fred Jay, George Reyam                                  | 4:24  |
| 11. | Girl You Know It's True (maxi version - super club mix) | Bill Pettaway, Sean Spencer, Kevin Lyles, Rodney Hollaman, Ky Adeyemo | 8:08  |
| 12. | Hush                                                    | Joe South                                                             | 3:12  |
| 13. | Too Much Monkey Business (maxi version)                 | Frank Farian                                                          | 1:48  |